# Мустакіллік (Кашкадар'їнська область)
Мустакіллік (узб. Mustaqillik, Мустақиллик) — міське селище в Узбекистані, в Каршинському районі Кашкадар'їнської області.
Статус міського селища з 2009 року.